# Хрисанф і Дарія Римські
Хризант був сином патриція Полемія. Він охрестився і невдовзі почав визнавати свою віру явно. Тоді батько змусив його одружитися з поганкою Дарією, яка завдяки молитві Хризанта прийняла святе хрещення і погодилася після вінчання жити у непорушній чистоті. 
Невдовзі погани їх ув'язнили і після жорстоких мук закували потрійними кайданами. Проте від побоїв на їхніх тілах не залишилося жодного сліду, окови самі поспадали, а темниця, в якій замкнули подругів, наповнилася надзвичайним світлом. 
Хризанта і Дарію каменували 288 року і поховали на кладовищі на Віа Соларіа Нуова. Могила була зруйнована готами (у 537—538 рр.), проте, негайно ж відновлена, повторно зруйнована Адріаном I (772—795 рр.). У VII ст згадується одна церква, яка була споруджена в їх честь. Григорій Турський (помер в 594 р.) повідомляє про численних паломників до їх могили. Взагалі поклоніння обом мученикам було широко поширене. Їх мощі попали в 844 р. в бенедиктинський монастир Prum (Ейфель), а звідти в Мюнстерейфель (На південний захід від Бонна).
Зображувались із сокирою, факелами і ямою, наповненою тванню (згідно з легендою, після різних тортур, були живими закопані в піщаній ямі на Віа Саларія в Римі). Як лицарі, що тримають списи з вимпелами і пальмові гілки
Покровитель суддів.